# Madame de...
Madame de… is een Frans-Italiaanse dramafilm uit 1953 onder regie van Max Ophüls. Het scenario is gebaseerd op de gelijknamige roman uit 1951 van de Franse auteur Louise de Vilmorin.

## Verhaal
Een verwende gravin is getrouwd met een generaal, maar ze heeft een verhouding met een Italiaanse baron. Om haar schulden te betalen verkoopt ze een paar oorbellen, die ze van haar man als huwelijksgeschenk heeft gekregen. Ze kiest die oorbellen, omdat ze weinig emotionele waarde voor haar hebben. Als de baron haar de oorbellen opnieuw aanbiedt, blijken ze toch een grotere waarde voor haar te hebben.

## Rolverdeling
| Acteur            | Personage             |
| ----------------- | --------------------- |
| Charles Boyer     | Generaal André de…    |
| Danielle Darrieux | Gravin Louise de…     |
| Vittorio De Sica  | Baron Fabrizio Donati |
| Jean Debucourt    | Mijnheer Rémy         |
| Jean Galland      | Mijnheer de Bernac    |
| Mireille Perrey   | Kindermeisje          |
| Paul Azaïs        | Koetsier              |
| Josselin          | Diplomaat             |
| Hubert Noël       | Henri de Maleville    |
| Lia Di Leo        | Lola                  |

## Prijzen en nominaties
| Jaar | Prijs | Categorie            | Genomineerde(n)                  | Uitslag     |
| ---- | ----- | -------------------- | -------------------------------- | ----------- |
| 1954 | Oscar | Beste kostuumontwerp | Georges Annenkov Rosine Delamare | Genomineerd |